# Păcatele Evei
Păcatele Evei este o telenovelă, cu Oana Zăvoranu și Alexandru Papadopol în rolurile principale, difuzată pe Acasă TV în 2005.

## Distribuția
- Oana Zăvoranu - Eva Cernat, protagonista
- Alexandru Papadopol - Robert Nicolau/ Mihnea Nicolau, protagonisti
- Diana Dumitrescu - Greta
- Lili Sandu - Rebeca Alecu, protagonista
- Xing Elena Ling - Ilina, co-protagonista
- Răzvan Fodor - Alex Damian, co-protagonist
- Maria Dinulescu - Roxana, protagonista
- Răzvan Vasilescu- Irinel Manafu, antagonist principal
- Claudiu Bleonț - Sergiu Naum
- Zoltan Octavian Butuc - Gerard Figaro,antagonist
- Costel Cașcaval - Adi Leu, antagonist
- Pavel Bartoș - Luigi
- Bianca Neagu - Ada Stamate
- Tora Vasilescu - Olga Nicolau, co-protagonista
- Victor Moldovan - Ilie Nicolau
- Raluca Aprodu - Selena
- Mihai Constantin - Fane Lungu, antagonist
- Oana Pellea - Patricia Manafu, antagonista principala
- Cristina Cioran - Dagmar
- Sarah Mircea - Rona
- Daniela Vlad - Monica
- Cabral Ibacka - Cabral
- Bianca Neagu - Ada Stamate
- Lili Sanboeuf- Sonia
- Virginia Rogin - Bubulina
- Violeta Andrei - Evelyn
- Mircea Rusu - Silviu Stamate
- Ana Maria Moldovan - Melania
- Bitză - Bogdan
- Geo Dobre - Comisarul Olteanu
- Cătălin Cățoiu - Teava
- Mihai Dinvale - Sorin Rădescu
- Vitalie Ursu - Vlad Carpov
- Radu Micu - Raul Manafu
- Viorel Mardare	- Renato
- Iulian Ursu - Tony
- Alberto Simion Enache - Leonard
- Raluca Zamfirescu - Olimpia
- Dumitru Chesa - Artistică